# Melissa Hastings
Melissa Hastings (previamente Thomas) é uma personagem fictícia da série de livros Pretty Little Liars escrita por Sara Shepard. Ela é interpretada por Torrey DeVitto na adaptação para televisão. Melissa é a irmã de Spencer Hastings. Nos livros, Melissa e Spencer são meia-irmãs de Alison e Courtney DiLaurentis, enquanto que na televisão, elas são meia-irmãs de Jason DiLaurentis.

## Nos livros

### Aparência
Assim como sua mãe, Melissa tem um cabelo loiro cinza curto e olhos azuis. Ela é sarcasticamente descrita pela irmã, Spencer, como "um pequeno clone perfeito." Melissa não é semelhante à sua mãe apenas na aparência física, mas também no estilo de vestir-se e no gosto para perfumes. Seu estilo só mudou de rumo depois de um pedido feito por Spencer.

### Relacionamentos

#### Spencer Hastings
O relacionamento entre Melissa e Spencer foi problemático por anos. Em Perfeitas, foi especulado que as interações entre as irmãs deteriorou-se após Spencer experimentar uma perda de memória traumática durante criança. Um ladrão armado abordou a família durante um passeio e Spencer, tendo perdido toda a memória da experiência, nunca mais foi a mesma desde aquele dia. Seus pais aparentemente se preocuparam tanto com ela que Melissa teve de perder várias competições naquele ano. Assim, a rivalidade pela atenção dos seus pais começou. Quando Melissa descobriu que Spencer plagiou um dos seus trabalhos de economia e ainda foi nomeada para o prêmio Orquídea Dourada como resultado, elas entraram numa enorme briga. Spencer a empurra escada abaixo e Melissa acaba com um braço quebrado. Como tentativa de melhorar o relacionamento entre as irmãs, seus pais a mandaram para a casa de praia de seu avó em Longboat Key. As irmãs tentam uma experiência de amizade, que durou pouco tempo. Por um período, Spencer suspeitou que Melissa havia matado Alison. Atualmente, o relacionamento entre as duas está estável.

#### Ian Thomas
Ian foi o primeiro namorado e o primeiro amor de Melissa. Embora ela tivesse descoberto que Ian beijou sua irmã e teve um relacionamento oculto com Alison, Melissa sempre se importou com ele e nunca realmente achou Ian culpado pelo assassinato de Alison.

#### Wren Kingston
O segundo namorado sério de Melissa, Wren, estava planejando mudar-se com ela para o condomínio que os pais de Melissa tinham comprado. Enquanto Melissa parecia adorá-lo, Wren não parecia sentir o mesmo nível de afeto. Ele preferia Spencer, embora tivesse escolhido começar o namoro com Melissa.

#### Jason Di Laurentis
Melissa teve um breve romance com Jason DiLaurentis, mas ela não se importava com ele da mesma maneira que ele se importava com ela. Ele ficou devastado com o término deles e odiou Ian por ter causado isso. Embora seus pais o avisassem para não contar nada sobre Courtney, Jason confiou em Melissa e contou a ela durante o ensino médio e pediu para guardar segredo, e Melissa guardou.

## Enredos na televisão

### Primeira temporada
Melissa primeiramente apareceu no primeiro episódio da temporada. No episódio, Melissa e Spencer têm uma discussão devido à mudança de Melissa para o celeiro de casa da família, que Spencer reformou para ela mesma morar. No episódio "The Jenna Thing", Melissa vê Spencer e Wren, seu então noivo, beijando-se. Na manhã seguinte, ela e Wren terminam o noivado e família de Melissa fica revoltada com a atitude de Spencer. Friamente, Spencer copia um trabalho de história russa de Melissa e envia para seu professor e acaba sendo indicada para um concurso como resultado. No baile, Melissa chama Spencer num lugar calmo e a avisa que já sabe que ela copiou seu trabalho. No mesmo baile, Melissa diz algumas coisas ruins em relação à Spencer para Alex Santiago, então namorado de Spencer, causando uma discussão no relacionamento da irmã. Depois de Spencer juntar a irmã com Ian Thomas novamente, Melissa foge com o namorado e volta semanas depois para sua lua de mel. Um dia, ao chegar do shopping, Melissa deixa uma sacola sobre o balcão da cozinha da família e, mais tarde, Spencer descobre que dentro tinha um teste de gravidez. Mais tarde, Melissa anuncia para a família que estava grávida. Em "For Whom the Bells Toll", Spencer leva Melissa para casa e no caminho elas sofrem um acidente, sendo levadas para o hospital. O estado de Melissa era leve, mas os médicos estavam atenciosos com seu seu bebê.

### Segunda temporada
Após o desaparecimento de Ian, Melissa fica completamente atordoada. No começo, ela, como todas as pessoas em Rosewood, acreditavam que Ian era uma pessoa desaparecida e não acreditava na história de Spencer. Após um período, Melissa, juntamente de Wren, seguem uma trilha de pistas para acharem o corpo de Ian; ela então encontra o corpo do marido já morto com uma arma e um bilhete suicida. Algum tempo depois, Melissa e Spencer começam a se reconciliar. Um dia, quando Melissa estava prestes a revelar um segredo para Spencer, ela encontra o telefone de Ian na bolsa da irmã, implantado por "A". Melissa enlouquece com a situação e sua situação com Spencer fica pior, com Melissa dizendo que nunca perdoaria. Em sequência, Melissa viaja em férias. Durante um grande período, Melissa não é vista por Rosewood e, quando retorna, é abordada pela irmã, que revela que Jason DiLaurentis é meio-irmão das duas. Aria, Hanna, Emily e Spencer encontram um vídeo ocorrido na noite do desaparecimento de Alison, que revela Melissa como provavelmente uma das cúmplices do caso. Spencer inicialmente não permite que as outras garotas entreguem o vídeo para policial, dizendo que queria ter uma conversa com Melissa. Melissa então conta que no dia, ela estava atrás de Alison para saber onde Ian estava, não para matá-la.

### Terceira temporada
Na terceira temporada, Melissa já não está mais grávida. Sua família revela que por algum tempo ela fingiu estar grávida já que teve um aborto espontâneo em algum momento anterior, deixando o questionamento se ela sempre esteve grávida. Melissa foi acusada e confrontada por Spencer, que tinha provas suficientes que mostravam de Melissa era o Cisne Negro, uma figura mascarada que estava observando as garotas no baile passado. Melissa então afirma que ela foi chantageada por "A", que a havia ameaçado contar a todos sobre sua gravidez falsa. Algum tempo depois, Melissa fica preocupada com Spencer, que desapareceu. Ela então descobre que Spencer foi internada no Sanatório Radley e se culpa a todo momento, já que Spencer estava sob sua responsabilidade enquanto os pais estavam fora do país.

### Quarta temporada
No início da temporada, Melissa encontra-se em Washington D.C. para um estágio. Melissa retorna à Rosewood e esbarra com Spencer na cafeteria The Brew. Em uma brilhante exibição de agressão passiva elas discutem a entrevista de Melissa, a posição potencial em São Francisco ou Londres, junto com o assassinato de Wilden, e o fato de que Melissa acha que elas precisam sair da cidade. Spencer, Hanna, Emily e Aria vão até uma loja de máscaras para encontrar informações sobre uma máscara semelhante ao rosto de Alison. Lá, elas encontram uma máscara de Melissa e Spencer e as garotas resolvem assustá-la. Quando Melissa encontra a máscara, resolve ir até a loja de máscaras e jogar o objeto no rio. Após Melissa realizar o ato, Spencer a confronta e Melissa revela que ela fez a máscara para encontrar informações sobre a máscara de Alison, que ela também viu no baile, assim como as meninas. Melissa então foge da irmã quando questionada se matou o detetive Wilden. Quando Spencer volta para casa, Melissa já não está mais lá. Mais tarde, Veronica afirma para Spencer que Melissa estava em Londres para concluir seu estágio. Quando retorna à Rosewood, Melissa é interrogada pela polícia sobre a possibilidade de Alison estar viva.

### Quinta temporada
Depois que a revelação de que Alison estava viva durante todos os anos, Melissa questiona-se se Spencer sabia durante todo o tempo. Ela acreditava que Alison era uma "bomba viva" e que quando ela explodia, machucava todos ao seu redor. Ela também culpou Alison por tudo de ruim que aconteceu na vida de Spencer. Melissa realmente achou que era Alison na sepultura, e não conseguiu acreditar que Alison deixou seus amigos e família pensarem que ela estava morta por dois anos. Melissa é convidada por Mona para fazer parte do exército contra a volta de Alison à Rosewood, mas Melissa diz que eles "não tem chances". Em sequência, Melissa e seu pai, Peter, viajam para Filadélfia. Veronica mais tarde conta para Spencer que Melissa estava escondendo que estava namorando Wren. Quando Melissa retorna à casa da família, ela e Spencer juntam forças para lidar com a possível separação dos pais. Enquanto Veronica e Spencer atestavam que Melissa estava do lado do pai, Melissa sempre rebatia, dizendo que não estava protegendo ninguém. Após um período em conflito em relação aos pais e às situações de Alison, Spencer e Melissa finalmente ficam em paz. Melissa então deixa um vídeo para Spencer, dizendo que contaria toda a verdade para ela. No vídeo, Melissa revela que foi ela quem enterrou Bethany que achava ser Alison, no dia do seu desaparecimento e revela também que ela só fez isso porquê pensou que Spencer teria matado Alison.

### Sexta temporada
O retorno de Melissa aconteceu na segunda parte da sexta temporada, no décimo terceiro episódio, "The Gloves Are On". Ela questiona Spencer se a irmã tem algum relacionamento amoroso com Caleb. Spencer nega várias vezes e Melissa ironiza a situação comentando sobre o quanto Spencer "gosta de fazer compras no carrinho dos outros." Mais tarde, Spencer e Caleb começaram a suspeitar da possibilidade de Melissa ser a assassina de Charlotte. Como prova, eles descobriram que a mala de viagens de Melissa estava quebrada e a peça que faltava era exatamente como a descrição da arma do crime. Entretanto, eles descobriram mais tarde que "A.D." havia implantado essa prova para desfocar todos do real culpado. Durante um flashback, Hanna revela que encontrou com Melissa durante a passagem de cinco anos da série. Hanna disse que ela estava embriagada e acusava Charlotte de ter acabado com seu relacionamento com Wren.

### Sétima temporada
Melissa se reconcilia com Spencer em uma cena no episodio 7x20.